# Grevenbicht
Grevenbicht ist ein Ort und eine ehemalige niederländische Gemeinde im Südosten des Landes. 
Grevenbicht gehört seit 2001 zu der Gemeinde Sittard-Geleen in der Provinz Limburg. Sie liegt etwa 8 km nordwestlich von Sittard, am Ostufer der Maas. 
Bis 1981 war Grevenbicht eine selbstständige Gemeinde und wurde in diesem Jahr zusammen mit Born, Buchten, Holtum, Grevenbicht, Papenhoven und Obbicht zur Gemeinde Born. Grevenbicht hat ca. 2260 Einwohner.